# Hanuš Rezek
JUDr. Hanuš Rezek, původním jménem Hanuš Samuel Rebenwurzel, (22. ledna 1902, Strážnice – 21. prosince 1948, Řecko) byl rabín, kazatel a právník.

## Život
Před druhou světovou válkou působil jako advokát ve Vsetíně. V roce 1938 byl za sociální demokracii zvolen členem městského zastupitelstva.
Po okupaci Československa byl zatčen gestapem. Po propuštění odešel v roce 1939 s rodinou do Palestiny, kde v roce 1942 vstoupil do čs. exilové armády. Stal se vojenským duchovním; nejprve sloužil na Blízkém východě, od září 1943 v Anglii, kde byl jmenován polním rabínem čs. vojska v exilu. Pamětníci vzpomínají např. na polní bohoslužby na podzim 1944 o Vysokých svátcích po vylodění v Normandii. Snažil se vystupovat proti projevům antisemitismu, které se objevovaly zejména v čs. důstojnickém sboru.
Po osvobození Československa v roce 1945 se vrátil i s manželkou a čtyřletým synem Jehošuou do Prahy, kde pracoval jako zástupce pražského vrchního rabína Gustava Sichera. To v poválečné zemi znamenalo zvládnutí mnoha úkolů: byl rabínem, kazatelem, kultovním referentem i tajemníkem a zastupoval americkou židovskou organizaci Joint. Krom velkých zásluh na obnově náboženského života zdevastovaných obcí, pomáhal s organizací emigrace československým židům do Palestiny a pozdějšího Izraele. Sám plánoval emigraci s rodinou.
Hanuš Rezek zahynul 21. prosince 1948 při leteckém neštěstí na cestě do Izraele. Byl jedním z pasažérů letadla Čs. aerolinií, které se zřítilo v Řecku. Na palubě bylo několik dalších představitelů Makabejského svazu, kteří cestovali na světový kongres do Izraele.
Byl pochován v Tel Avivu. Jeho manželka se dvěma syny se přestěhovala do Izraele v roce 1949.